# Trichaphodius commatoides
Trichaphodius commatoides är en skalbaggsart som beskrevs av Vladimir Balthasar 1961. Trichaphodius commatoides ingår i släktet Trichaphodius och familjen Aphodiidae. Inga underarter finns listade i Catalogue of Life.